# اسنو پاترول
اسنو پاترول (Snow Patrol) یک گروه موسیقی راک ایرلندی است که در سال ۱۹۹۴ در دانشگاه داندی اسکاتلند شکل گرفت.